# Лъч
 Тази статия е за геометричния обект.  За българския вестник вижте Лъч (вестник).  
Лъч, това е част от права линия с начало в дадена точка и без край. За да определим един лъч е достатъчно да знаем началото му и посоката.
Ако ползваме тримерна координатна система, лъчът се задава чрез началната точка и коя да е друга точка от този лъч. Можем да ползваме също началната точка и произволен вектор със същата посока.

## Права
Да разгледаме една права и точка О, лежаща върху правата. Правата може да се разглежда като съставена от два срещуположни лъча с общо начало в точката О.